# Massimo Pericolo
Massimo Pericolo, pseudonimo di Alessandro Vanetti (Gallarate, 30 novembre 1992), è un rapper italiano.

## Biografia

### Infanzia ed esordi
Alessandro Vanetti è nato a Gallarate, nella provincia di Varese, e ha vissuto l'infanzia e l'adolescenza a Bollate, dove viveva con la madre, per poi tornare nel varesotto e trasferirsi a Brebbia all'età di diciassette anni. All'età di dieci anni ha mosso i primi passi verso l'hip hop, ispirandosi al film 8 Mile di Eminem. Durante l'adolescenza ha collaborato con alcuni amici, realizzando un demo di sette brani mai pubblicato.
Tra il 2012 e il 2013, ha compiuto un viaggio di tre mesi in Cina, dove ha risieduto presso il tempio di Shaolin con lo scopo di apprendere la disciplina del kung fu, essendo stato un appassionato di arti marziali fin da piccolo.
Nel 2014, all'età di ventuno anni, è stato incarcerato a séguito dell'operazione antidroga Scialla semper. Il periodo trascorso in carcere ha spinto l'artista a trasmettere la sua rabbia e la sua sensibilità dedicandosi alla scrittura musicale, fase in cui ha deciso di adottare lo pseudonimo di Massimo Pericolo. Una volta rilasciato, nel 2016 ha pubblicato il videoclip per il brano Baklava e nello stesso anno ha partecipato a vari eventi locali con il supporto del suo manager Xqz.

### 2019:Scialla semper
Massimo Pericolo guadagna notorietà con i video dei brani 7 miliardi (estratto anche come singolo) e Sabbie d'oro, che in poche settimane ottengono visibilità superando entrambi il milione di visualizzazioni sulla piattaforma YouTube. Nel 2019 ha pubblicato l'album di debutto Scialla semper, ripubblicato con versioni remix e brani aggiuntivi nello stesso anno con il sottotitolo Emodrill Repack. Certificato doppio disco di platino dalla FIMI per aver superato la soglia delle 100 000 unità vendute, il disco è stato accolto positivamente dalla critica: Carmelo Leone di La casa del rap assegna all'album un voto di 8,3 su 10, sostenendo che sia un «ottimo album d’esordio che non ha tradito le aspettative»; Tommaso Benelli di Ondarock afferma che la penna di Massimo Pericolo «è già una delle migliori emerse in ambito hip hop da diverso tempo, di cui sorprende soprattutto la capacità di canalizzare nel singolo verso, nella barra iconica, un tumulto di sentimenti che altri rapper declinerebbero nei soliti verbosi fiumi di parole», aggiungendo che il disco «[ci offre] una storia che merita di essere ascoltata».
Dopo aver affiancato Ketama126 in Scacciacani, singolo apripista dell'album Kety, il 22 ottobre 2019 viene pubblicato il singolo Criminali, inciso con i rapper Speranza e Barracano; prodotto da Crookers e Nic Sarno, il brano è la prima collaborazione tra i tre rapper e anticipa il tour che li ha visti suonare insieme per sette date, distribuite tra novembre e dicembre nelle città di Bologna, Firenze, Senigallia, Milano, Modugno, Venaria Reale e Padova.

### 2020-2022:Solo tutto
Nel 2020 collabora insieme a Mahmood alla realizzazione del singolo Moonlight popolare, che debutta al terzo posto della Top Singoli. Segue a luglio il singolo solista Beretta, prodotto da Crookers e accompagnato da un videoclip sul canale YouTube del rapper. Il resto dell'anno è caratterizzato da collaborazioni con numerosi artisti, tra cui Tedua, Achille Lauro e Tony Effe. Inoltre, è presente nell'album collaborativo di Jake La Furia e Emis Killa 17 e al mixtape Bloody Vinyl 3 di Slait, Low Kidd, Thasup e Young Miles.
Il 19 febbraio 2021 viene distribuito il singolo Bugie, che anticipa l'uscita del secondo album Solo tutto, avvenuta il 26 marzo successivo. Il secondo album del rapper, che conta quindici brani e collaborazioni con Salmo, Madame, Venerus e J Lord, ha esordito direttamente al primo posto della classifica FIMI Album ed è stato successivamente certificato disco di platino dalla FIMI.
Sempre nel 2021 il rapper pubblica un libro, intitolato Il signore del bosco ed edito dalla casa editrice milanese Rizzoli. Ad esso ha fatto seguito nel 2022 l'omonimo singolo inciso insieme al musicista Dardust. Il 22 luglio 2022 viene affiancato da Guè al singolo Sarabamba, anticipando di alcuni mesi una nuova collaborazione tra i due rapper: Need U 2nite, contenuta nell'album di Guè Madreperla (gennaio 2023).

### 2023-presente:Le cose cambiano
Nel maggio 2023 il rapper anticipa l'arrivo imminente di un nuovo progetto tramite la pubblicazione su YouTube del freestyle Paparazzi, accompagnato dall'annuncio relativo al suo primo concerto presso il Mediolanum Forum di Assago, fissato al 13 gennaio 2024 e che ha registrato il tutto esaurito. A fine settembre 2023 Massimo Pericolo conferma che il suo terzo album di inediti, intitolato Le cose cambiano e la cui lavorazione ha richiesto un anno di tempo, sarebbe stato pubblicato il 1º dicembre seguente. Il 29 novembre viene resa disponibile la traccia di chiusura Non parlarmi (outro), mentre in concomitanza con l'uscita del disco il brano Le cose cambiano (lcc) viene inviato alle stazioni radiofoniche italiane.
L'album ha esordito al primo posto della Classifica FIMI Album, così come la traccia Moneylove in collaborazione con Emis Killa. Trattasi in questo caso del primo brano del rapper a raggiungere la vetta della Top Singoli. Entrambi i progetti vengono premiati con il disco di platino, mentre tra gennaio e marzo 2024 vengono pubblicati come ulteriori singoli radiofonici Straniero in collaborazione di Tedua e Come aria. Una tournée in diverse sale concerto della penisola è stata tenuta nella primavera 2024, cui ha fatto seguito la partecipazione del rapper a numerosi festival estivi, tra cui la data del Rock in Roma ribattezzata come Le cose cambiano Special Day. L'edizione deluxe di Le cose cambiano, contenente quattro tracce inedite, è stata pubblicata il 29 novembre, a un anno di distanza dalla pubblicazione della versione originale dell'album.
Al dicembre 2024 è datata la pubblicazione del secondo libro del rapper, Monaco guerriero, sempre a cura di Rizzoli. Come nel caso del predecessore, si tratta di un'opera autobiografica.

## Discografia
- 2019 – Scialla semper
- 2021 – Solo tutto
- 2023 – Le cose cambiano

## Tournée
- 2019 – Scialla semper tour
- 2022 – Solo tutto tour
- 2024 – Le cose cambiano tour

## Opere
- Il signore del bosco, Milano, Rizzoli, 2021, ISBN 9788817157056.
- Monaco guerriero, Milano, Rizzoli, 2024, ISBN 9788817188111.